# 沖縄丸
沖縄丸（おきなわまる）は、日本の逓信省に所属した海底ケーブル敷設船である。日本が保有した最初の本格的海底ケーブル敷設船で、台湾への海底電信線敷設を目的として1896年（明治29年）にイギリスで竣工した。40年以上にもわたり日本の海底ケーブル敷設の主役として活躍し、日露戦争では軍用通信網整備により日本軍の勝利に貢献した。1938年（昭和13年）に民間に払い下げられて貨物船に改装されたが、太平洋戦争中に撃沈された。

## 建造の経緯
明治維新後、日本でも電信通信網の整備が開始された。日本の対外電信線の敷設はデンマークの大北電信会社が免許を受け、1882年（明治15年）以降は独占特許となっていたため、国内線のみが日本の逓信省の手によって整備されることになった。
島国である日本では、国内電信線でも海底ケーブルの敷設が必要であった。最初の国内海底ケーブルとなったのは、1873年（明治6年）に東京・長崎線の一部として関門海峡に敷設された赤間関横断線である。まだ海底ケーブル敷設船が日本に無かったことから、お雇い外国人の指揮する小型蒸気船電信丸で団平船（平底の和船）を曳航して敷設作業を行った。津軽海峡横断線の敷設は1本目を大北電信に工事委託したが、2本目は灯台見回り船「明治丸」を臨時の敷設船に改装して用い、1890年（明治23年）に日本人の手により敷設を成功させた。その後、灯台見回り船「灯明丸」（374トン）も改装して海底ケーブル敷設に利用されたが、「明治丸」も「灯明丸」も敷設能力は小さなものだった。
こうした中、日清戦争で日本が台湾を獲得すると、台湾への海底ケーブルによる電信敷設が急遽必要となった。そこで、1895年（明治28年）、日本最初となる本格的海底ケーブル敷設船の建造が決定され、イギリスのグラスゴーにあるロブニッツ社（en）へと発注が行われた。新造船は翌1896年（明治29年）2月18日に進水して「沖縄丸」と命名、同年4月10日に竣工した。船名の由来は台湾への経由地である沖縄県といわれるが、「沖の縄」で海底ケーブルの意味だとする説もある。

## 船歴

### 台湾線敷設
竣工した「沖縄丸」は、1896年6月27日に長崎港へ到着した。逓信省の船として建造された本船であるが、まずは台湾への軍用電信線敷設に当たるため、陸軍省の臨時台湾電信建設部（部長：児玉源太郎少将）へと配備された。最初の任務である台湾軍用線の敷設では、日本本土と台湾の間で全長1045海里（1935km）の海底ケーブルを無事に敷設した。合間を縫って、民需用の電信線工事にも従事している。
台湾軍用線の整備完了後、1897年（明治30年）9月に「沖縄丸」は逓信省へと移管された。

### 日露戦争
1904年（明治37年）に勃発した日露戦争で、「沖縄丸」は海軍省と逓信省の協定により徴用船に準じた扱いで日本海軍の指揮下に入った。本船は日本唯一の正規海底ケーブル敷設船として、臨時に改装された「伊吹丸」、「奉天丸」、「第3辰丸」の3隻と並び、戦場各地の軍用通信網の整備に活躍した。
「沖縄丸」には、朝鮮半島の木浦（八口浦）と佐世保、馬山浦（鎮海湾）と対馬を結ぶ軍用電信線を、開戦前に秘密裏に敷設する特別任務が与えられた。日本海軍は八口浦や鎮海湾を艦隊根拠地にすることを予定していたためである。開戦約1か月前の1903年（明治36年）末、「沖縄丸」は関門海峡の電信線修理などの名目で長崎港へ移動した。1904年1月10日、「沖縄丸」は正体を偽装するため、マストのヤード（桁）の位置を移動、船首のシーブ（ケーブル用滑車）を隠す偽のバウスプリット設置、船体や煙突を白色から黒色へ塗り替えるなどの工事を、徹夜作業により佐世保海軍工廠で施された。機密保持のため、乗員は誓約書を提出させられている。船名も「富士丸」と偽装した「沖縄丸」は布目満造少佐の監督の下、防護巡洋艦「明石」による護衛で1月11日に作業を開始し、15日に佐世保＝木浦間の仮敷設を終えた。使用したケーブルは、児玉源太郎が手配して備蓄されていたものであった。佐世保帰還後、1月19日に船体を白く塗り直すなどの復旧工事が行われた。その後、開戦2日前の2月6日に、「沖縄丸」は再び「明石」に護衛されて木浦に進出、湾内の玉島に陸上電信所を設置した。対馬＝馬山浦間の通信線も、2月6日から10日の工事で開通した。

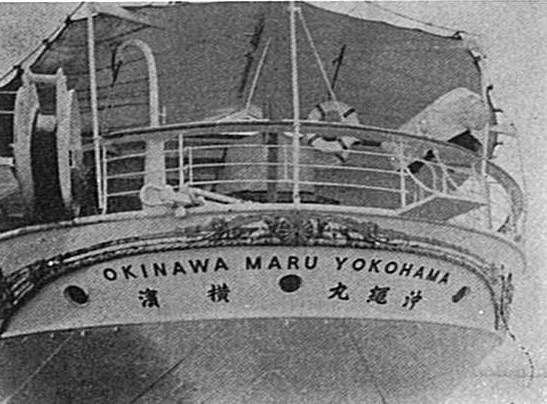
日露戦争後に撮影された「沖縄丸」の船尾の写真。菊花紋章の飾りが見える。

開戦後は船体を再び黒く塗り替え、見張り台や無線通信機を設置するなどの軍用船としての改装を適宜受けながら使用された。海底ケーブルの敷設任務としては、佐世保から遼東半島まで、日本軍占領下の黄海沿岸の拠点を結ぶ電信線を敷設した。旅順要塞付近で軍艦による護衛を受けながらの危険な工事も含まれた。海底ケーブルの陸上通信所への揚陸がうまくいかず、「沖縄丸」自身を停泊させて端末とし、通信業務を行うこともあった。また、バルチック艦隊の来航に備えて、対馬海峡周辺の海軍望楼などを結ぶ海底電信線の敷設も行った。これにより構築された濃密な警戒網は、日本海海戦における日本海軍の勝利にも貢献した。
新たな海底ケーブルの敷設だけでなく、旅順＝芝罘間にあったロシア所有の海底電信用ケーブルを回収する作業も行っている。
日露戦争が日本の勝利に終わると、戦時中の功績を称えるため、「沖縄丸」の船尾には日本海軍軍艦の艦首と同様に菊花紋章の飾りが取り付けられた。また、1905年の東京湾凱旋観艦式にも海軍艦船以外で唯一参加を認められた。

### グアム線敷設と第一次世界大戦
日露戦争後、1906年（明治39年）に「小笠原丸」、1923年（大正12年）には「南洋丸」と国産の海底ケーブル敷設船が建造されたが、「沖縄丸」も引き続き海底ケーブル敷設の第一線で活躍を続けた。1906年の日米間の太平洋横断ケーブル事業では、新たに敷設する東京＝グアム間の電信線のうち、東京＝父島間の工事を担当した。
第一次世界大戦に日本が参戦すると、「沖縄丸」は再び軍用通信線の敷設に動員された。青島の戦いに際しては、防護巡洋艦「新高」や「笠置」の援護の下、佐世保＝上海間の海底電信線を敷設した。さらに、1916年（大正5年）には日本軍が占領したドイツ領南洋諸島への通信線整備も担当し、上海＝ヤップ島間にあった海底電信線を那覇＝ヤップ島間に付け替える工事を行っている。
1927年（昭和2年）には、日本海軍が8年ぶりに行った観艦式に海軍艦船以外で唯一参加する栄誉を再び経験した。
1937年（昭和12年）、「沖縄丸」が長崎＝上海間の海底電信線修理のため上海港に碇泊中、折悪しく8月13日に第二次上海事変が勃発。8月14日、「沖縄丸」は中国軍機による空襲を受け、爆弾1発が左舷への至近弾となって破片で水夫1人が死亡、負傷者も複数生じた。損傷した「沖縄丸」は工事を打ち切り、「南洋丸」と任務交代して長崎へと帰還した。

### 払下げと最期
船齢40年を越えた「沖縄丸」の船体は老朽化が進み、機関も劣化して整備費用がかさむようになってきた。搭載している敷設装置も旧式化し、新型で重い搬送式鉛被紙ケーブルの運用が困難だった。そこで、代替船として「東洋丸」の新造が決まり、1938年（昭和13年）7月、竣工した「東洋丸」と交代する形で「沖縄丸」は廃船とされた。「沖縄丸」が退役までに敷設した海底ケーブルの総延長距離は6800海里（約12594km）にもおよび、これは日本が当時保有する海底ケーブル全体の6割を占める値であった。
逓信省を廃船となった「沖縄丸」は保管も検討されたが、最終的に解体船扱いでの売却が決定された。払い下げになった「沖縄丸」は、広南汽船により取得された。大阪の名村造船所で貨物船に改装され、1939年（昭和14年）10月に工事完了した。「沖縄丸」の総トン数は頻繁に変更されており、最終時の総トン数は2,256トンに変わっている。
「沖縄丸」は太平洋戦争後半の1944年（昭和19年）3月28日に日本海軍に徴傭された。「沖縄丸」は一般徴傭の雑用船であった。しばらくは国内輸送に使用された後、4月28日に松輸送の東松7号船団に参加して、5月6日にサイパン島へ到着した。さらに別の船団に加わってグアム島経由、ヤップ島に向かう途中、5月10日午前4時40分に北緯11度13分・東経143度44分付近の海上でアメリカ海軍潜水艦「シルバーサイズ」の雷撃を受け、沈没した。なお、船団の僚船「長安丸」および「第18御影丸」もともに撃沈された。

## 船長

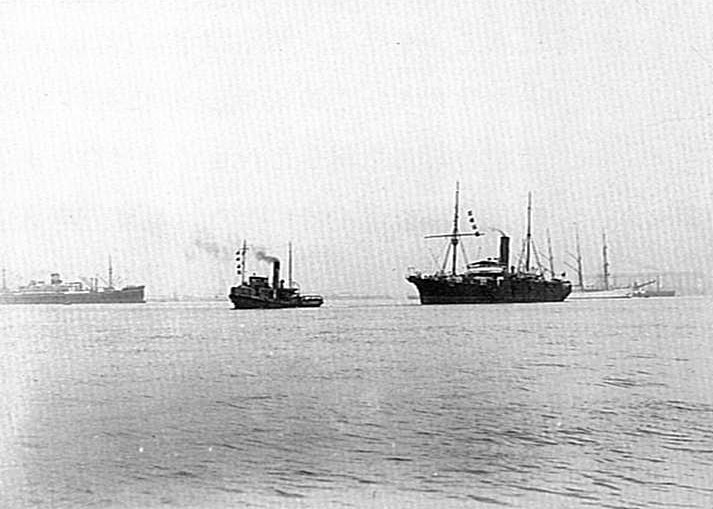
1938年7月、払下げとなり、タグボートに曳航されて神戸港を出る沖縄丸。

- 片岡清四郎 逓信技師：1897年10月14日 -
- 野中禎次郎 逓信技師：1904年9月3日 -
- 松岡圭介 逓信技師：1931年4月23日[23] -